# Xavier Fagnon
Xavier Fagnon, né le 22 novembre 1972, est un acteur français.
Spécialisé dans le doublage, il est notamment la voix française régulière de Seth Rogen, Rob Corddry, Matthew Fox, Rory Kinnear, Dylan McDermott, Danny Pino, Anthony Michael Hall et Michael Weatherly ainsi qu'une des voix de Richard Armitage, Jude Law, Hugh Jackman, Jason Momoa et Ioan Gruffudd.
Présent dans plusieurs œuvres DC Comics, il est notamment la voix d'Azrael et de Black Mask dans les jeux Batman: Arkham ainsi que celle du Joker dans plusieurs films et séries d'animation.
Au sein de l'animation, il est notamment la voix française de maître Mante dans les œuvres Kung Fu Panda, du Commandant dans la série de films Madagascar et le film Les Pingouins de Madagascar, D dans l'anime Vampire Hunter D: Bloodlust et celle du maire Leodore Lionheart dans Zootopie. Egalement présent dans de nombreux jeux vidéo, il est notamment la voix française de Daxter dans les jeux Jak and Daxter, de Jack Carver dans le premier Far Cry, de Vito Scaletta dans la trilogie Mafia, ou encore, celle du sergent-chef « Mac » Hassay dans la série de jeux Brothers in Arms.

## Biographie
Xavier Fagnon a découvert la comédie à l'âge de 12 ans grâce à son professeur Jacques Herbert. Il a ensuite travaillé avec le Théâtre national terroriste (TNT), une troupe « avant-gardiste » où il jouait notamment du théâtre dada dans la rue, en cagoule, chapeau melon et caleçons longs.
Xavier est M. Loyal au cirque Bouglione depuis plusieurs années sur la période de Noël.
En 2005, il est l'auteur d'un one-man-show Les Projections de Xavion. C'est un spectacle qui présente Xavion, un clown au nez bleu qui ne peut s'exprimer qu'à travers des voix de personnes populaires.
En 2007, il est à l'affiche de la pièce Les Bitumeuses joué à la Comédie Bastille à Paris.
Depuis 2008, dans la lignée de comédiens comme Pierre Hatet, il prête sa voix au Joker dans divers produits d'animation (Batman : L'Alliance des héros, La Ligue des justiciers : Nouvelle Génération, Batman et Red Hood : Sous le masque rouge, etc.) en plus de faire sa voix chantée dans le jeu Batman: Arkham Knight.
En 2012, il est choisi par la production de la série Les Simpson pour succéder à Gérard Rinaldi pour les voix de M. Burns, Krusty le clown, Kent Brockman, Seymour Skinner, Dr Hibbert, Chef Wiggum, Tahiti Mel et Tahiti Bob.

## Filmographie
Cinéma
- 2011 : Le Village des ombres : le vicomte de La Fagne

Télévision
- 2022 : 3615 Monique : Charles Pasqua

## Doublage
Sources : Doublage Séries Database, AlloDoublage, Planète Jeunesse et AnimeNewsNetwork

### Cinéma

#### Films
- Seth Rogen dans :
  - 40 ans, toujours puceau (2005) : Cal
  - En cloque, mode d'emploi (2007) : Ben
  - Les Chroniques de Spiderwick (2008) : Tête-de-lard (voix)
  - Zack et Miri font un porno (2008) : Zack
  - Fanboys (2009) : amiral Seasholtz
  - Funny People (2009) : Ira
  - The Green Hornet (2011) : Britt Reid
  - American Sexy Phone (2012) : Capitaine Jerry
  - Maman, j'ai raté ma vie (2012) : Andy Brewster
  - C'est la fin (2013) : Seth Rogen[n 1]
  - Nos pires voisins (2014) : Mac Radner
  - L'Interview qui tue ! (2014) : Aaron Rapoport
  - Steve Jobs (2016) : Steve Wozniak
  - The Night Before (2016) : Isaac
  - Nos pires voisins 2 (2016) : Mac Radner
  - Tel père (2018) : Jeff
  - American Pickle (2020) : Herschel Greenbaum / Ben Greenbaum
  - Tic et Tac, les rangers du risque (2022) : maître Mante (voix) et B.O.B. (voix)
  - The Fabelmans (2022) : Bennie Loewy
  - Dumb Money (2023) : Gabe Plotkin

- Jason Momoa dans :
  - Justice League (2017) : Arthur Curry / Aquaman
  - Braven, la traque sauvage (2018) : Joe Braven
  - Aquaman (2018) : Arthur Curry / Aquaman
  - Zack Snyder's Justice League (2021) : Arthur Curry / Aquaman
  - Sweet Girl (2021) : Raymond « Ray » Cooper
  - Dune : Première partie (2021) : Duncan Idaho
  - La Petite Nemo et le Monde des rêves (2022) : Flip
  - The Flash (2023) : Arthur Curry / Aquaman (scène post-générique)
  - Aquaman et le Royaume perdu (2023) : Arthur Curry / Aquaman
  - The Fall Guy (2024) : Jason Momoa (caméo)
  - Minecraft, le film (2025) : Garett Garrison

- Rob Corddry dans :
  - Les Rois du patin (2007) : Bryce
  - Les Femmes de ses rêves (2007) : Mac
  - La Famille Pickler (2011) : Ethan Emmet
  - Jusqu'à ce que la fin du monde nous sépare (2012) : Warren
  - Warm Bodies (2013) : M
  - Cet été-là (2013) : Kip
  - Sex Tape (2014) : Robbie
  - Joyeux Bordel ! (2016) : Jeremy
  - Escale à trois (2017) : le principal Stan Moss

- Rory Kinnear dans  :
  - Quantum of Solace (2008) : Bill Tanner
  - Skyfall (2012) : Bill Tanner
  - Imitation Game (2015) : l'inspecteur Robert Nock
  - 007 Spectre (2015) : Bill Tanner
  - À ceux qui nous ont offensés (2016) : PC Lovage
  - Brexit: The Uncivil War (2019) : Craig Oliver (version Nice Fellow)
  - Mourir peut attendre (2021) : Bill Tanner
  - Men (2022) : Geoffrey / le policier / Landford / Samuel / Vicar
  - Le Ministère de la Sale Guerre (2024) : Winston Churchill

- Hugh Jackman dans :
  - Van Helsing (2004) : Gabriel Van Helsing
  - Le Prestige (2006) : Robert Angier
  - Pan (2015) : Barbe Noire
  - The Greatest Showman (2018) : Phineas Taylor Barnum
  - The Front Runner (2018) : Gary Hart
  - The Son (2022) : Peter Miller

- Matthew Fox dans :
  - We Are Marshall (2006) : Red Dawson
  - Angles d'attaque (2008) : Kent Taylor
  - Speed Racer (2008) : Racer X
  - Alex Cross (2012) : Matthew Sullivan
  - World War Z (2013) : un soldat américain
  - Bone Tomahawk (2015) : John Brooder

- Jude Law dans :
  - Par effraction (2006) : Will Francis
  - Sherlock Holmes (2009) : Dr John Watson
  - Repo Men (2010) : Remy
  - Sherlock Holmes : Jeu d'ombres (2011) : Dr John Watson
  - Anna Karénine (2012) : Alexis Karénine
  - Black Sea (2014) : le capitaine Robinson

- Ioan Gruffudd dans :
  - Le Roi Arthur (2004) : Lancelot
  - Les Quatre Fantastiques (2005) : Reed Richards / M. Fantastique
  - Les Quatre Fantastiques et le Surfer d'argent (2007) : Reed Richards / M. Fantastique
  - San Andreas (2015) : Daniel Riddick
  - Ava (2020) : Peter Hamilton

- Richard Armitage dans :
  - Le Hobbit : Un voyage inattendu (2012) : Thorin
  - Le Hobbit : La Désolation de Smaug (2013) : Thorin
  - Black Storm (2014) : Gary Morris
  - Le Hobbit : La Bataille des Cinq Armées (2014) : Thorin
  - Brain on Fire (2016) : Tom Cahalan

- Cliff Curtis dans : 
  - Le Dernier Maître de l'air (2010) : Ozai, le seigneur du feu
  - En eaux troubles (2018) : James « Mac » Mackreides
  - Doctor Sleep (2019) : Billy Freeman
  - En eaux (très) troubles (2023) : James « Mac » Mackreides

- Dylan McDermott dans :
  - Moi, député (2012) : Tim Wattley
  - La Chute de la Maison Blanche (2013) : Dave Forbes
  - Mercy (2014) : Jim Swann
  - Autómata (2014) : Sean Wallace

- Thomas McCarthy dans :
  - Syriana (2005) : Fred Franks
  - Les Fous du roi (2006) : le rédacteur
  - Duplicity (2009) : Jeff Bauer

- Michael Shannon dans :
  - Man of Steel (2013) : le général Zod
  - Echo Boomers (en) (2020) : Mel Donnelly
  - The Flash (2023) : le général Zod

- Jason Clarke dans :
  - HHhH (2017) : Reinhard Heydrich
  - La Malédiction Winchester (2018) : Eric Price
  - Cœurs ennemis (2019) : Lewis Morgan

- John Cena dans :
  - Fast and Furious 9 (2021) : Jakob Toretto
  - Fast and Furious 10 (2023) : Jakob Toretto
  - Argylle (2024) : Wyatt

- Tom Gallop dans :
  - La Mort dans la peau (2004) : Tom Cronin
  - La Vengeance dans la peau (2007) : Tom Cronin

- Rupert Graves dans :
  - V pour Vendetta (2006) : l'inspecteur adjoint Dominic
  - Joyeuses Funérailles (2007) : Robert

- Greg Ellis dans :
  - Pirates des Caraïbes : Jusqu'au bout du monde (2007) : Theodore Groves
  - Pirates des Caraïbes : La Fontaine de jouvence (2011) : Theodore Groves

- Simon Pegg dans :
  - Hot Fuzz (2007) : Nicholas Angel
  - Ready Player One (2018) : Ogden Morrow / le conservateur

- David Denman dans :
  - Spirits (2008) : Bruno
  - Joy Ride (2023) : Joe Sullivan

- Jason Flemyng dans :
  - L'Étrange Histoire de Benjamin Button (2009) : Thomas Button
  - Le Choc des Titans (2010) : Acrisios

- David Gasman dans :
  - Arthur et la Vengeance de Maltazard (2009) : le garagiste
  - Arthur 3 : La Guerre des deux mondes (2010) : le garagiste

- Zach Galifianakis dans :
  - Mission-G (2009) : Ben Kendall
  - Lilo et Stitch (2025) : Dr Jumba Jookiba (voix)

- Danny McBride dans :
  - In the Air (2010) : Jim Miller
  - 30 Minutes Maximum (2011) : Dwayne

- Rufus Sewell dans :
  - Abraham Lincoln, chasseur de vampires (2012) : Adam, le vampire
  - Scoop (2024) : le prince Andrew

- Jon Favreau dans :
  - Le Loup de Wall Street (2013) : Manny Riskin
  - Chef (2014) : Carl Casper

- B. D. Wong dans :
  - Diversion (2015) : Liyuan
  - Bird Box (2018) : Greg

- Danny Pino dans :
  - Fatale (2020) : Carter Heywood
  - Cher Evan Hansen (2021) : Larry Murphy

- Enrique Arce dans :
  - Rifkin's Festival (2020) : Tomas Lopez
  - Murder Mystery 2 (2023) : Francisco

- 1940[8] : Arizona : Peter Muncie (William Holden)
- 1974[n 2] : Le Parrain 2 : Al Neri (Richard Bright)
- 1981[9] : 13 Morts et demi : Mr. Dumpkin (Joe Flood)
- 1998 : Big Party : Trip McNeely (Jerry O'Connell)
- 2001 : Gosford Park : Arthur (Jeremy Swift)
- 2003 : Le Chat chapeauté : le poisson (Sean Hayes) (voix)
- 2003 : Coffee and Cigarettes : RZA (Robert Fitzgerald « RZA » Diggs)
- 2004 : Présentateur vedette : La Légende de Ron Burgundy : Frank Vitchard (Luke Wilson)
- 2005 : L'Interprète : agent King (Robert Clohessy)
- 2005 : Furtif : EDI (Wentworth Miller) (voix)
- 2005 : Rencontres à Elizabethtown : Jessie Baylor (Paul Schneider)
- 2005 : L'Affaire Josey Aimes : Bill White (Woody Harrelson)
- 2005 : L'École fantastique : M. Timmerman (Tom Kenny)
- 2005 : Le Monde de Narnia : Le Lion, la Sorcière blanche et l'Armoire magique : Peter Pevensie adulte (Noah Huntley)
- 2005 : Miss FBI : Divinement armée : Okun (Brian Shortall)
- 2006 : Ma vie sans lui : Sam (Kevin Smith)
- 2006 : Tenacious D in The Pick of Destiny : KG (Kyle Gass)
- 2006 : Copying Beethoven : Martin Bauer (Matthew Goode)
- 2006 : Alpha Dog : Buzz Fecske (Lukas Haas)
- 2006 : Déjà vu : ? ( ? )
- 2007 : D-War : Agent Frank Pinsky (Chris Mulkey)
- 2007 : 30 jours de nuit : l'étranger (Ben Foster)
- 2007 : Aliens vs. Predator: Requiem : le médecin de l'hôpital (Adrian Hough)
- 2008 : Le Jour où la Terre s'arrêta : Klaatu (Keanu Reeves)
- 2008 : En quarantaine : George Fletcher (Johnathon Schaech)
- 2008 : The Spirit : Phobos (Louis Lombardi)
- 2008 : Beethoven nouvelle star : Bones (Joey Fatone)
- 2008 : Tout... sauf en famille : Darryl (Patrick Van Horn)
- 2008 : Rachel se marie : Kieran (Mather Zickel)
- 2009 : Le Cas 39 : Wayne (Adrian Lester)
- 2009 : Killshot : Wayne Colson (Thomas Jane)
- 2009 : The Marine 2 : Shoal (Sahajak Boonthanakit)
- 2010 : L'Agence tous risques : Pyke (Brian Bloom)
- 2010 : The Nutcracker in 3D : Tinker (Hugh Sachs)
- 2010 : Prince of Persia : Les Sables du Temps : Tus (Richard Coyle)
- 2010 : Very Bad Cops : Hal (Brett Gelman)
- 2010 : Buried : Porte-parole CRT (Robert Clotworthy) / State department rep. (Chris William Martin)
- 2011 : Shark 3D : Sabin (Donal Logue)
- 2011 : Minuit à Paris : Paul (Michael Sheen)
- 2011 : Real Steel : Herb, le commentateur ESPN (David Alan Basche)
- 2011 : L'Agence : Charlie Traynor (Michael Kelly)
- 2011 : Colombiana : Marco (Jordi Mollà)
- 2011 : Blitz : Harold Dunlop (David Morrissey)
- 2011 : Dark Shadows : Roger Collins (Jonny Lee Miller)
- 2011 : The Thing : Ian Griggs (Paul Braunstein)
- 2011 : Dream House : Jack Patterson (Marton Csokas)
- 2011 : Footloose : Ray Warniker (Ray McKinnon)
- 2011 : Les Muppets, le retour : lui-même (Jack Black)
- 2012 : Ce qui vous attend si vous attendez un enfant : Evan (Matthew Morrison)
- 2012 : Projet X : Rob (Rob Evors)
- 2012 : Lady Vegas : Les Mémoires d'une joueuse : Rosie (Vince Vaughn)
- 2012 : Piégée : Studer (Mathieu Kassovitz)
- 2012 : The Devil Inside : père David Keane (Evan Helmut)
- 2012 : The Dictator : voix additionnelles
- 2012 : Savages : Chad (Shea Whigham)
- 2013 : Blue Jasmine : Alan (Louis C.K.)
- 2013 : Jobs : Paul Terrell (Brad William Henke)
- 2013 : RIPD : Brigade fantôme : Elliot (Mike O'Malley)
- 2013 : Jack le chasseur de géants : le père de Jack (Tim Foley)
- 2013 : Coup de foudre à Austenland : Henry Nobley (J. J. Feild)
- 2014 : Le Rôle de ma vie : Noah Bloom (Josh Gad)
- 2014 : Horns : Dr Renald (Alex Zahara)
- 2014 : Légendes vivantes : Kench Allenby (Josh Lawson)
- 2014 : Le Prodige : le père Bill Lombardy (Peter Sarsgaard)
- 2014 : Game of Fear : Stuart Wilson (Dylan Taylor)
- 2015 : Strictly Criminal : Billy Bulger (Benedict Cumberbatch)
- 2015 : Absolutely Anything : un extraterrestre (Eric Idle)
- 2015 : Youth : le scénariste timide (Mark Gessner)
- 2016 : Rogue One: A Star Wars Story : voix additionnelles
- 2016 : Zoolander 2 : Billy Zane (Billy Zane)
- 2017 : La Belle et la Bête : Cadenza (Stanley Tucci)
- 2017 : Sandy Wexler : Penn Jillette (Penn Jillette)
- 2017 : Outsider : Arty (Jason Jones)
- 2017 : Guardians : Arsus (Anton Pampouchny)
- 2017 : La Femme du gardien de zoo : Szymon Tenenbaum (Martin Hofmann)
- 2017 : Star Wars, épisode VIII : Les Derniers Jedi : Slowen Lo (Joseph Gordon-Levitt) (caméo vocal)
- 2017 : Blade of the Immortal : Eiku Shizuma (Ebizo Ichikawa)
- 2017 : Detroit : capitaine Tanchuck (Darren Goldstein)
- 2017 : Braqueurs d'élite : Matt Barnes (Sullivan Stapleton)
- 2017 : L'Échappée belle : Will Spencer (Christian McKay)
- 2017 : Win It All : ? (?)
- 2018 : Hurricane : Moreno (Christian Contreras)
- 2018 : Skyscraper : Ben (Pablo Schreiber)
- 2018 : Robin des Bois : Frère Tuck (Tim Minchin)
- 2018 : Mia et le Lion Blanc : John Owen (Langley Kirkwood)
- 2018 : Le Retour de Mary Poppins : Shamus le cocher (Chris O'Dowd) (voix)
- 2018 : Stan et Ollie : Oliver Hardy (John C. Reilly)
- 2019 : Dumbo : voix additionnelles
- 2019 : Once Upon a Time… in Hollywood : Allen Kincade (Spencer Garrett)
- 2019 : Joker : Dr Stoner (Frank Wood) et l'annonceur de « Live With Murray » [Qui ?]
- 2019 : Little Monsters : Dave (Alexander England (en))
- 2019 : Terminator: Dark Fate : Dr Peter Silberman (Earl Boen) (images d'archives, non crédité)
- 2019 : Corporate Animals : Billy (Dan Bakkedahl)
- 2020 : The Wrong Missy : Nate (Nick Swardson)
- 2020 : Artemis Fowl : un journaliste des informations (Nick Owenford) (voix)
- 2020 : Mulan : Bori Khan (Jason Scott Lee)
- 2021 : Cruella : Roger (Kayvan Novak)
- 2021 : Danse avec les queens : Kenneth Petterson (Mattias Nordkvist)
- 2021 : Hitman and Bodyguard 2 : le présentateur de la cérémonie des récompenses (Stewart Alexander), le garde du corps de Walter Fiscer (Danko Jordanov) et le dignitaire (Rodolfo Corsato)
- 2021 : Security : Roberto Santini (Marco D'Amore)
- 2021 : Billie Holiday, une affaire d'État : Ed Fishman (Alain Goulem)
- 2021 : Space Jam : Nouvelle ère : Fred Pierrafeu (Jeff Bergman) (voix)
- 2021 : Pierre Lapin 2 : Panique en ville : Jeannot Lapin (Colin Moody) (voix)
- 2021 : Muppets Haunted Mansion : l'oncle Deadly (Matt Vogel) (voix), Bobo (Bill Barretta) (voix) et voix additionnelles
- 2021 : Dans les yeux de Tammy Faye : le pasteur (Dan Johnson)
- 2021 : La Méthode Williams : Patrick Dougherty (Rich Sommer)
- 2021 : Freaks Out : Mario (Giancarlo Martini)
- 2021 : La scuola cattolica : Raffaele Guido (Riccardo Scamarcio)
- 2021 : La Ruse : Charles Cholmondeley (Matthew Macfadyen)
- 2022 : Perdus dans l'Arctique : Laub (Sam Redford)
- 2022 : La Bulle : Darren Eigan, le réalisateur (Fred Armisen)
- 2022 : Tic et Tac, les rangers du risque : Baloo (Steven Curtis Chapman) (voix)
- 2022 : Pinocchio : Stromboli (Giuseppe Battiston)
- 2022 : À l'Ouest, rien de nouveau : ? (?)
- 2022 : Avatar : La Voie de l'eau : le colonel Miles Quaritch (Stephen Lang)
- 2022 : White Noise : Alfonse (Sam Gold)
- 2022 : The Whale : Charlie (Brendan Fraser)
- 2022 : L'Emprise du démon : Heimish (Paul Kaye)
- 2022 : Le jour où j'ai décidé de me prendre en main : Staffan (Henrik Dorsin)
- 2022 : Le Pire Voisin au monde : le père d'Otto (Ira Amyx)
- 2022 : Et l'amour dans tout ça ? : Mo, le marieur (Asim Chaudhry)
- 2023 : Creed 3 : lui-même (David Diamante)
- 2023 : Blood & Gold : Robert Schlick (Stephan Grossmann (de))
- 2023 : The Covenant : Mission en Afghanistan : Ahmed (Dar Salim)
- 2023 : Oppenheimer : Lloyd K. Garrison (Macon Blair)
- 2023 : Opération: Soulcatcher : l'agent Artur (Jacek Knap)
- 2023 : Mystère à Venise : ? (?)
- 2023 : Napoléon : Maximilien de Robespierre (Sam Troughton)
- 2023 : L'Intime Conviction d'Elena : Pablo Almada (Marcos Ferrante)
- 2023 : Pauvres Créatures : ? (?)
- 2023 : La Zone d'intérêt : Fritz Bracht (Shenja Lacher (de))
- 2023 : King's Land : Paulli (Søren Malling)
- 2024 : Five Blind Dates : Curtis (Rob Collins (en))
- 2024 : Face à la mer : L'Histoire de Trudy Ederle : Harry Horlick (Alex Hassell)
- 2024 : The Apprentice : Ed Koch (Ian D. Clark)
- 2025 : F1 : David Croft (David Croft (en))
- 2025 : Les Quatre Fantastiques : Premiers pas : Ben Grimm / la Chose (Ebon Moss-Bachrach)

#### Films d'animation
- 1942[n 3] : Saludos Amigos : Radio
- 1989[n 4] : Kiki la petite sorcière : voix additionnelles
- 2000[n 5] : Vampire Hunter D: Bloodlust : D
- 2003 : Frère des ours : voix additionnelles
- 2003 : Sinbad : La Légende des sept mers : voix additionnelles
- 2004 : Shrek 2 : Cake Kong et voix additionnelles
- 2005 : Madagascar : Commandant[n 6]
- 2005 : Madagascar : Mission Noël : Commandant (court-métrage)
- 2005 : Barbie Fairytopia : voix additionnelles
- 2005 : Chicken Little : Taureau de baseball
- 2006 : Georges le petit curieux : Ted[n 7]
- 2006 : Nos voisins, les hommes : Dr Dennis / Nugent
- 2006 : Souris City : voix additionnelles
- 2006 : Rox et Rouky 2 : voix additionnelles
- 2006 : Paprika : Kōsaku Tokita
- 2007 : Le Vilain Petit Canard et moi : voix additionnelles
- 2007 : Bienvenue chez les Robinson : Oncle Art[n 8]
- 2007 : Ratatouille : l'acteur à la TV
- 2008 : Kung Fu Panda : Maître Mante[n 9]
- 2008 : Kung Fu Panda : Les Secrets des cinq cyclones : Maître Mante[n 9]
- 2008 : Horton : le narrateur
- 2008 : Madagascar 2 : Commandant
- 2008 : Ponyo sur la falaise : voix additionnelles
- 2008 : Niko, le petit renne : un renne de la brigade volante
- 2009 : Fantastic Mr. Fox : Belette[n 10]
- 2009 : Là-haut : Alpha
- 2009 : Georges le petit curieux 2 : Suivez ce singe : Ted
- 2009 : Kung Fu Panda : Les Secrets des cinq cyclones : Maître Mante (court métrage)
- 2010 : Batman et Red Hood : Sous le masque rouge : Le Joker[n 11]
- 2010 : Kung Fu Panda : Bonnes Fêtes : Maître Mante[n 9] (court-métrage)
- 2010 : Raiponce : l'amoureux
- 2010 : Shrek 4 : Il était une fin : Brogosse[n 12]
- 2010 : Le Noël Shrektaculaire de l'Âne : voix additionnelles (court-métrage)
- 2010 : Le Marchand de sable : Igor
- 2011 : Kung Fu Panda 2 : Maître Mante[n 9]
- 2011 : Kung Fu Panda : Les Secrets des Maîtres : Maître Mante[n 9] (court métrage)
- 2011 : Rio : Sylvio
- 2011 : Milo sur Mars : Gribble 1er[n 13]
- 2012 : Hôtel Transylvanie : Frank / le Monstre de Frankenstein[n 14]
- 2012 : Rex, le roi de la fête : Buzz l'Éclair[n 15]
- 2012 : Madagascar 3 : Commandant
- 2012 : Niko, le petit renne 2 : un renne de la brigade volante
- 2012 : L'Âge de glace 4 : La Dérive des continents : Flynn[n 16]
- 2012-2013 : Batman: The Dark Knight Returns : le Joker
- 2013 : Epic : La Bataille du royaume secret : Grub[n 17]
- 2013 : Monstres Academy : Jacques « Sulli » Sullivan[n 18]
- 2013 : Lego Batman, le film : Unité des super héros : le Joker
- 2013 : Sur la terre des dinosaures : Alex[n 19]
- 2013 : Madagascar à la folie : Commandant (court métrage)
- 2013 : Les Schtroumpfs et la Légende du cavalier sans tête[10] : le Schtroumpf reporter (court métrage)
- 2014 : Batman : Assaut sur Arkham : le Joker[n 20]
- 2014 : Les Pingouins de Madagascar : Commandant
- 2015 : Dofus, livre 1 : Julith : Leon Zitrool
- 2015 : Georges le petit curieux 3 : Retour à la jungle : Ted
- 2015 : Hôtel Transylvanie 2 : Frank / le Monstre de Frankenstein[n 14]
- 2015 : Batman Unlimited : Monstrueuse Pagaille : le Joker[n 20]
- 2015 : Le Voyage d'Arlo : Henry, le père d'Arlo[n 21]
- 2016 : Kung Fu Panda 3 : Maître Mante[n 9]
- 2016 : L'Âge de glace : La Grande Chasse aux œufs : Manny[n 22] (court-métrage)
- 2016 : Ratchet et Clank : Clank[n 23]
- 2016 : Rock Dog : Khampa[n 24]
- 2016 : Zootopie : le maire Leodore Lionheart[n 24]
- 2016 : Tous en scène : le pingouin maître d'hôtel
- 2017 : La Passion van Gogh : le batelier[n 25]
- 2017 : Les Schtroumpfs et le Village perdu : le Schtroumpf paysan[n 26]
- 2017 : Kung Fu Panda : Les Secrets du rouleau : Maître Mante[n 9] (court métrage)
- 2017 : Sahara : voix additionnelles (création de voix)
- 2017 : Moi, moche et méchant 3 : le directeur du musée
- 2018 : Scooby-Doo et Batman : L'Alliance des héros : le Joker
- 2018 : Hôtel Transylvanie 3 : Des vacances monstrueuses : Frank[n 14]
- 2018 : Ralph 2.0 : Double Dan
- 2018 : Maya l'abeille 2 : Les Jeux du miel : Flip / Morfalo
- 2019 : La Grande Aventure Lego 2 : Arthur Curry / Aquaman[n 27]
- 2019 : Royal Corgi : Sanjay
- 2019 : Playmobil, le film : voix additionnelles
- 2019 : Spycies : Doc
- 2019 : Les Incognitos : Katsu Kimura[n 28]
- 2020 : Pets United : L'union fait la force : Bill
- 2020 : Les Trolls 2 : Tournée mondiale : Chaz
- 2020 : Petit Vampire : Bob Thompson
- 2020 : Bigfoot Family : Arlo
- 2020[11] : De l'autre côté du ciel : Bruno
- 2021 : Le Dragon-génie : Pockets
- 2021 : Vivo : voix additionnelles
- 2021 : Scooby-Doo et la Légende du Roi Arthur : Le Roi Arthur et Arok
- 2021 : Le Plussaniversary des Simpson : voix additionnelles (court-métrage)
- 2021 : Le Roi cerf : Van
- 2022 : Hôtel Transylvanie : Changements monstres : Frank
- 2022 : Marmaduke : King Tut
- 2022 : Luck : Jeff la licorne[12]
- 2022 : Scrooge : Un (mé)chant de Noël : voix additionnelles
- 2022 : Ernest et Célestine : Le Voyage en Charabie : l'ours trafiquant (création de voix)
- 2023 : Lupin III vs. Cat's Eye : Nagaishi
- 2023 : Super Mario Bros. le film : Donkey Kong[n 9]
- 2023 : Spider-Man : Across the Spider-Verse : George Stacy[13]
- 2023 : Le Rendez-vous galant de Carl : Alpha (court métrage)
- 2023 : Les As de la jungle 2 : Opération tour du monde : Youri et Roger (création de voix)
- 2023 : Il était une fois un studio : Ralph la Casse (court métrage)
- 2023 : Nicky Larson : Angel Dust : Pirarucu
- 2024 : Thelma la licorne : Vic Diamond[n 29]
- 2025 : Batman Ninja vs. Les Yakuzas : le Joker
- 2025 : Les Schtroumpfs, le film : ?
- 2025 : Couic ! : Rocco[n 30]

### Télévision

#### Téléfilms
- Anthony Michael Hall dans :
  - Dead Zone (2002) : Johnny Smith
  - Vol 732 : Terreur en plein ciel (2007) : Greg Gilliad

- Lou Diamond Phillips dans :
  - La Rose noire (2004) : Alan Page
  - La Preuve de trop (2007) : l'inspecteur Jack Lucas

- Houston Rhines dans :
  - Noël dans la peau d'une autre (2018) : Paul Turner
  - Beau, riche et mortel (2020) : Owen

- Tomas Chovanec dans :
  - Dans les bras d'un psychopathe (2022) : Austin Conrad
  - La peur change de camp (2024) : Frank Clyborne

- Adam Harper dans :
  - La petite fille sans nom (2024) : Marcus Holt
  - Qu'est-il arrivé à ma sœur ? (2024) : Keaton

- 2001 : Les Racines du destin : Christophe Mercier (Daniel Sunjata)
- 2003 : L'Affaire Enron : Brian Cruver (Christian Kane)
- 2004 : Natalie Wood : Le Prix de la gloire : Robert Wagner (Michael Weatherly)
- 2006 : La Couleur du courage : Tyler Lucas (Jay Harrington)
- 2007 : Guerre et Paix : Pierre Bézoukhov (Alexander Beyer)
- 2008 : Fab Five : Le scandale des pom pom girls : Adam Reeve (Dameon Clarke)
- 2009 : La Fille du Père Noël 2 : Panique à Polaris : Luke Jessup (Dean McDermott)
- 2014 : The Normal Heart : Ben Weeks (Alfred Molina)
- 2018 : Coup de foudre sous les tropiques : Danny (Kirk Torrance (en))
- 2019 : Inavouable tentation : Grant (Jesse Ruda)
- 2020 : Jalousie entre voisines : Dan (Alistair Abell (en))
- 2021 : Le Mariage de ma boss : Bradley (Landy Cannon)
- 2021 : Une faute à pardonner : M. Keyes (Alex Rain)
- 2022 : Les Secrets de mes voisins : Cooper (Michael Perl)
- 2023 : Un souhait magique pour Noël : Jerry (Miguel Rivas)
- 2023 : Coup de foudre sur une valse de Noël : Leo (Matthew Morrison)
- 2023 : Justice pour Lauren : Russ (William Mapother)
- 2024 : Chronique d'un meurtre annoncé : David (Ian Reier Michaels)
- 2024 : La femme au rouge à lèvres carmin : le lieutenant Oliver Webb (Paul Essiembre)

#### Séries télévisées
- Dylan McDermott dans :
  - État d'alerte (2004) : l'agent Max Canary (mini-série)
  - Big Shots (2007-2008) : Duncan Collinsworth (11 épisodes)
  - American Horror Story (2011-2019) : Dr Benjamin « Ben » Harmon (saison 1 et saison 8, épisode 6), Johnny Morgan (saison 2) et Bruce (saison 9, épisodes 7 à 9)
  - Hostages (2013-2014) : l'agent spécial Duncan Carlisle (15 épisodes)
  - Stalker (2014-2015) : l'inspecteur Jack Larsen (20 épisodes)
  - LA to Vegas (2018) : le capitaine David « Dave » Pratman (15 épisodes)
  - The Politician (2019) : Theo Sloan (saison 1)
  - Hollywood (2020) : Ernest « Ernie » West (mini-série)
  - American Horror Stories (2021) : Dr Benjamin « Ben » Harmon (saison 1, épisode 7)
  - New York, crime organisé (2021-2022) : Richard Wheatley (15 épisodes)
  - FBI: Most Wanted (2022-2025) : l'agent spécial Remy Scott (61 épisodes)

- Danny Pino dans : 
  - Cold Case : Affaires classées (2003-2010) : l'inspecteur Scotty Valens (151 épisodes)
  - New York, unité spéciale (2011-2015 / 2021) : l'inspecteur Nick Amaro (95 épisodes)
  - Chicago Police Department (2014-2015) : l'inspecteur Nick Amaro (2 épisodes)
  - BrainDead (2016) : le sénateur Luke Healy (13 épisodes)
  - Scandal (2016) : Alex Vargas (saison 5)
  - Gone (2017-2018) : John Bishop (12 épisodes)
  - Mayans M.C. (2018-2023) : Miguel Galindo (46 épisodes)
  - The Good Fight (2021) : Ricardo Diaz (1 épisode)

- Michael Weatherly dans :
  - Dark Angel (2000-2002) : Logan Cale (42 épisodes)
  - JAG (2003) : Anthony DiNozzo (saison 8, épisodes 20 et 21)
  - NCIS : Enquêtes spéciales (2003-2016/2024) : Anthony DiNozzo (306 épisodes)
  - Major Crimes (2012) : Thorn Woodson (saison 1, épisode 4)
  - NCIS : Nouvelle-Orléans (2014) : Anthony DiNozzo (saison 1, épisode 2)
  - NCIS : Los Angeles (2015) : Anthony DiNozzo (saison 7, épisode 5)
  - Bull (2016-2022) : Dr Jason Bull (125 épisodes)

- Seth Rogen dans :
  - The Boys (2019-2022) : Seth Rogen (3 épisodes)
  - The Twilight Zone : La Quatrième Dimension (2019) : Adam Wegman / lui-même (épisode 10)
  - Pam and Tommy (2022) : Rand Gauthier (mini-série)
  - La Folle Histoire du monde 2 (2023) : Noah (mini-série)
  - Platonic (depuis 2023) : Will
  - The Studio (2025) : Matthew « Matt » Remick

- James LeGros dans :
  - Ally McBeal (2000-2001) : Mark Albert (28 épisodes)
  - Mercy Hospital (2009-2010) : Dr Dan Harris (23 épisodes)
  - Revenge (2013) : le Père Paul Whitley (saison 3)
  - Person of Interest (2014-2016) : Bruce Moran (3 épisodes)
  - Blue Bloods (2018-2021) : Don Voorhees (3 épisodes)

- B. D. Wong dans :
  - New York, unité spéciale (2001-2011) : Dr George Huang (1re voix, saisons 1 à 12)
  - Awake (2012) : Dr Jonathan Lee (13 épisodes)
  - Mr. Robot (2015-2019) : White Rose / Ministre Zhang (22 épisodes)
  - Gotham (2016-2019) : Pr Hugo Strange (16 épisodes)
  - American Horror Story (2018) : Baldwin Pennypacker (saison 8)

- Anthony Azizi (de) dans :
  - Agence Matrix (2003-2004) : Mohammad « Mo » Hassain (15 épisodes)
  - Commander in Chief (2005-2006) : Vince Taylor (19 épisodes)
  - Desperate Housewives (2006) : Robert Falati (saison 3, épisodes 4 et 5)
  - 90210 Beverly Hills : Nouvelle Génération (2011) : l'oncle Amal Shizari (saison 4)
  - American Odyssey (2015) : Yusuf (4 épisodes)

- William Baldwin dans :
  - Dirty Sexy Money (2007-2009) : Patrick Darling (23 épisodes)
  - Parenthood (2010) : Gordon Flint (saison 2)
  - Gossip Girl (2010-2012) : William Van Der Woodsen (11 épisodes)
  - Hawaii 5-0 (2011-2012) : Frank Delano (5 épisodes)
  - MacGyver (2017-2019) : Elwood Davis, le père de Riley (6 épisodes)

- Christian Kane dans :
  - Angel (1999-2004) : Lindsey McDonald (21 épisodes)
  - Las Vegas (2004) : Bob (saison 1, épisode 20)
  - Close to Home : Juste Cause (2005-2006) : Jack Chase (20 épisodes)
  - King and Maxwell (2013) : JT Maxwell (épisode 7)

- Anthony Michael Hall dans :
  - Dead Zone (2002-2007) : Johnny Smith (81 épisodes)
  - Les Experts : Miami (2010) : Dr James Bradstone (saison 8, épisode 14)
  - Super Hero Family (2011) : Roy Minor (épisode 16)
  - Psych : Enquêteur malgré lui (2013) : Harris LaTruite (3 épisodes)

- Currie Graham dans :
  - Monk (2004) : Harold Maloney (saison 2, épisode 13)
  - Boston Justice (2005-2008) : Frank Ginsberg (9 épisodes)
  - First Murder (2014-2016) : Mario Siletti (32 épisodes)
  - Ten Days in the Valley (2017) : Henry Vega (5 épisodes)

- Jay Harrington dans :
  - Ghost Whisperer (2005) : Mark Powell (saison 1, épisode 10)
  - Desperate Housewives (2006) : Dr Ron McCready (saison 2)
  - Private Practice (2008-2009) : Dr Wyatt Lockhart (saison 2)
  - Burn Notice (2009) : Erik Luna (saison 3, épisode 7)

- Ethan Embry dans :
  - FreakyLinks (2000-2001) : Derek / Adam Barnes (13 épisodes)
  - Facing Kate (2011) : Spencer Reed (saison 1)
  - The Walking Dead (2015) : Carter (saison 6, épisode 1)

- Greg Ellis dans :
  - 24 Heures chrono (2003-2004) : Michael Amador (saison 3)
  - Touch (2013) : Trevor Wilcox (saison 2)
  - Lucifer (2018) : Myles Drucker (saison 3, épisode 21)

- Matthew Fox dans :
  - Lost : Les Disparus (2004-2010) : Jack Shephard (119 épisodes)
  - Last Light (2022) : Andy Yeats (mini-série)
  - C*A*P*T*I*F*S (2023) : le lieutenant Pete

- Garret Dillahunt dans :
  - Terminator : Les Chroniques de Sarah Connor (2008-2009) : Cromartie (18 épisodes)
  - Esprits criminels (2009) : Mason Turner (saison 4, épisode 25)
  - Les Experts (2009) : Tom O'Neill (saison 10, épisode 1)

- Matthew Morrison dans :
  - Glee (2009-2015) : William « Will » Schuester (121 épisodes)
  - The Good Wife (2016) : Connor Fox (saison 7)
  - Younger (2016) : Sebastian (saison 2, épisode 9)

- Craig Parker dans :
  - Spartacus : Le Sang des gladiateurs (2010-2012) : Gaius Claudius Glaber (13 épisodes)
  - Reign : Le Destin d'une reine (2014-2017) : Stéphane Narcisse (56 épisodes)
  - Charmed (2018-2019) : Alastair Caine (saison 1)

- Wentworth Miller dans :
  - Flash (2014-2019) : Leonard Snart / Captain Cold (14 épisodes)
  - Legends of Tomorrow (2016-2018) : Leonard Snart / Captain Cold (23 épisodes)
  - Batwoman (2019) : Leonard Snart / Captain Cold (saison 1, épisode 9)

- J. R. Ramirez dans :
  - Arrow (2014-2015) : Ted Grant / Wildcat (4 épisodes)
  - Jessica Jones (2018-2019) : Oscar Arocho (11 épisodes)
  - Manifest (2018-2023) : l'inspecteur Jared Williams (62 épisodes)

- Richard Armitage dans :
  - Berlin Station (2016-2019) : Daniel Miller (23 épisodes)
  - Ne t'éloigne pas (2021) : Ray Levine (mini-série)
  - Obsession (2023) : William (mini-série)

- Jason Momoa dans :
  - See (2019-2022) : Baba Voss (24 épisodes)
  - Peacemaker (2022) : Arthur Curry / Aquaman (saison 1, épisode 8)
  - Chief of War (depuis 2025) : Kaʻiana

- Jerry Nelson dans :
  - Le Muppet Show (1976-1979[n 31]) : l'oncle Deadly (voix)
  - Fraggle Rock (1983[14]) : le roi des Gorgs (voix)

- Eric Stoltz dans :
  - Chicago Hope : La Vie à tout prix (1998-1999) : Dr Robert Yeats
  - Grey's Anatomy (2009) : William Dunn (saison 5)

- Brad William Henke dans :
  - October Road, un nouveau départ (2007-2008) : Owen Rowan (19 épisodes)
  - The Stand (2020-2021) : Tom Cullen (mini-série)

- David DeLuise dans :
  - Les Sorciers de Waverly Place (2007-2012) : Jerry Russo (106 épisodes)
  - Waverly Place : Les Nouveaux Sorciers (2024-2025) : Jerry Russo (saison 1, épisodes 7 et 20)

- Evan Handler dans :
  - Californication (2007-2014) : Charlie Runkle (84 épisodes)
  - American Crime Story (2016) : Alan Dershowitz (saison 1)

- Jonny Lee Miller dans :
  - Eli Stone (2008-2009) : Eli Stone (26 épisodes)
  - Dexter (2010) : Jordan Chase (saison 5)

- Jorge-Luis Pallo (en) dans :
  - La Vie secrète d'une ado ordinaire (2008-2009) : Marc Molina (35 épisodes)
  - Scorpion (2016) : l'agent Sanchez de la DEA (saison 2, épisode 17)

- Louis C.K. dans :
  - Parks and Recreation (2009 / 2012) : Dave Sanderson (6 épisodes)
  - Louie (2010-2015) : Louie (61 épisodes)

- Jake McLaughlin dans :
  - Crash (2009) : Bo Olinville (13 épisodes)
  - Mentalist (2011) : Rowdy Merriman (saison 3, épisode 11)

- Paul Gross dans :
  - Les Mystères d'Eastwick (2009-2010) : Daryl Van Horne (12 épisodes)
  - Les Chroniques de San Francisco (2019) : Brian Hawkins (9 épisodes)

- Rob Morrow dans :
  - The Whole Truth (2010) : Jimmy Brogan (13 épisodes)
  - Entourage (2010-2011) : Jim Lefkowitz (4 épisodes)

- Ioan Gruffudd dans :
  - Ringer (2011-2012) : Andrew Martin (22 épisodes)
  - Dr Harrow (2018-2021) : Dr Daniel Harrow (30 épisodes)

- Dominic Cooper dans :
  - Agent Carter (2015-2016) : Howard Stark (5 épisodes)
  - That Dirty Black Bag (en) (2022) : Arthur McCoy (6 épisodes)

- David Denman dans :
  - Angel from Hell (2016) : Mark Holter (3 épisodes)
  - Mare of Easttown (2021) : Frank Sheehan (mini-série)

- Rufus Sewell dans :
  - Victoria (2016-2017) : William Lamb (7 épisodes)
  - La Diplomate (depuis 2023) : Hal Wyler

- Darren Goldstein (it) dans :
  - Ozark (2018-2022) : Charles Wilkes (12 épisodes)
  - American Crime Story (2021) : Jackie Bennett (saison 3)

- Michael Braun dans :
  - The Affair (2019) : EJ (saison 5)
  - Blacklist (2020) : Bahar (saison 8, épisode 1)

- Rory Kinnear dans :
  - Years and Years (2019) : Stephen Lyons (mini-série)
  - Toxic Town (2025) : Des Collins (mini-série)

- Paul « Big Show » Wight dans :
  - Le Show de Big Show (2020) : Paul « Big Show » Wight[n 32] (10 épisodes)
  - Intercomédies : Un événement sportif (en) (2020) : Paul « Big Show » Wight[n 32] (épisodes 1 et 2)

- Tom Wlaschiha dans :
  - Stranger Things (2022) : Dmitri Antonov (saison 4)
  - Mrs. Davis (en) (2023) : le père Hans Ziegler (mini-série)

- 1976-1979[n 31] : Le Muppet Show : Link Hogthrob (Jim Henson) (voix), lui-même (Harvey Korman) (saison 1, épisode 10)
- 1997-2000 : Le Caméléon : Angelo (Paul Dillon)
- 1999-2000 : Sliders : Les Mondes parallèles : Quinn Mallory (Robert Floyd)
- 1999-2001 : Delta Team : Chris (Stephan Benson)
- 2000 : Dune : Jamis (Christopher Lee Brown) (mini-série)
- 2000-2006 : Oui, chérie ! : Greg Warner (Anthony Clark)
- 2001-2002 : Dawson : Danny Brecher (Ian Kahn)
- 2001-2002 : New York 911 : Steve Gusler (Charlie McWade)
- 2001-2009[n 33] : According to Jim : James « Jim » Orenthal (Jim Belushi)
- 2002-2006 : Will et Grace : Leo Markus (Harry Connick Jr.) (24 épisodes)
- 2003 : The Shield : Jasper (Jonathan Higgins) (2e voix - saison 2, épisode 1), l’officier Ray Carlson (Matt Corboy) et Ripley (Mann Alfonso) (saison 2, épisode 2)
- 2003-2005 : Les Feux de l'amour : Bobby Marsino (John Enos III)
- 2004-2006 : Dr House : Dr Wells (Al Espinosa)
- 2005 : Révélations : Ogden (Fred Durst) (mini-série)
- 2005 : Newport Beach : Lance Baldwin (Johnny Messner)
- 2006 : Ghost Whisperer : Greg (Hector Hank) (saison 1, épisode 17)
- 2007 : Retour à Lincoln Heights : Dr Cole (Chris William Martin)
- 2007 : 24 Heures chrono : Hamri Al-Assad (Alexander Siddig)
- 2008 : Prison Break : Andrew Blauner (Dameon Clarke)
- 2009 : Affaires de famille : Dave Keller (Doug Murray)
- 2009 : Underbelly : Dave Priest (Jonny Pasvolsky)
- 2009 : Lie to Me : Trent (Richmond Arquette) (saison 2, épisode 1), l’inspecteur Molina (José Zúñiga) (saison 2, épisode 3)
- 2009 : Flight of the Conchords : Doug (David Costabile) (2e voix, saison 2) et Greg (Frank Wood) (2e voix)
- 2010 : L'Enfer du Pacifique : Manuel Rodriguez (Jon Bernthal) (mini-série)
- 2010-2013 : Boardwalk Empire : Richard Harrow (Jack Huston)
- 2011 : Physique ou Chimie : Enrique Lubián (Fernando Andina)
- 2011 : Borgen, une femme au pouvoir : Dr Poul Iversen (Henrik Birch)
- 2011-2012 : Les Spécialistes : Investigation scientifique : Robert « le Singe » Stincone (Marco Mario De Notaris)
- 2011-2013 : Borgia : le cardinal Ascanio Sforza (Christian McKay)
- 2012-2013 : Last Resort : Sam Kendal (Scott Speedman)
- 2012-2017 : The Mindy Project : Dr Danny Castellano (Chris Messina)
- 2013 : Body of Proof : Tommy Sullivan (Mark Valley)
- 2013 : Unforgettable : Todd Blasingame (Robert Bogue)
- 2013 : Mammon, la révélation : John Stensrud (Terje Ranes)
- 2013-2014 : Veep : Ed Webster (Zach Woods)
- 2014 : Revolution : Peter Garner (David Henney)
- 2014-2016 : Banshee : Fat Au (Eddie Cooper)
- 2014-2017 : Vikings : le roi Ecbert (Linus Roache) (26 épisodes)
- 2015 : Panthers : Milomir Bukva (Nikola Djuricko)
- 2015 : Conscience Morale : Matt McLean (Jonathan Scarfe)
- 2015-2017 : Master of None : Arnold Baumheiser (Eric Wareheim) (14 épisodes)
- 2015-2018 : iZombie : Floyd Baracus (Kurt Evans) (15 épisodes)
- 2015-2020 : Blindspot : l'agent spécial Kurt Weller (Sullivan Stapleton) (100 épisodes)
- 2016 : Shoot the Messenger (en) : Marty Chen (Paul Sun-Hyung Lee)
- 2016 : Shooter : Cal Nix (Leif Gantvoort) (saison 1, épisode 6)
- 2017 : Taboo : Prince-régent, futur George IV (Mark Gatiss)
- 2017 : Iron Fist : ? (?)
- 2017 : Howards End : Henry Wilcox (Matthew Macfadyen) (mini-série)
- 2017 : The Punisher : Rawlins (Paul Schulze) (saison 1)
- 2017 : Loch Ness (en) : Alan Redford (Gray O'Brien) (mini-série)
- 2017-2019 : Suburra, la série : Amedeo Cinaglia (Filippo Nigro)
- 2018 : L'Arme fatale : Llewyn Scott (Adam Sinclair (en)) (saison 2, épisode 21)
- 2018 : Daredevil : Vic Jusufi (James Biberi) (saison 3, épisode 4)
- 2018 : You : Ross (Ryan Andes) (saison 1, épisodes 9 et 10)
- 2018 : Cameron Black : L'Illusionniste : Bishop (Billy Zane)
- 2018-2020 : Les Nouvelles Aventures de Sabrina : le Père Faustus Blackwood (Richard Coyle) (36 épisodes)
- 2019 : Barry : Michael Cohen (Chris McGarry) (saison 2)
- 2019 : The Witcher : le roi Eist Tuirseach (Björn Hlynur Haraldsson)
- 2019 : Cobra Kai : Jack (Vishesh Chachra) (saison 2, épisode 4)
- 2019 : Le Secret de la plume : ? (?)
- 2019 : Un espion très recherché : Výcepní Láda (Leos Noha) (mini-série)
- 2019 : The InBetween : l'inspecteur Tom Hackett (Paul Blackthorne) (10 épisodes)
- 2019 : Le Secret de la plume : Lapin blanc (Neil Patrick Harris) (voix)
- 2019-2020 : The Boys : le pasteur John (Jim Annan) (saison 1, épisode 5) et Dr Park (Adrian Holmes) (saison 2, épisode 2)
- 2019-2022 : After Life : Lenny (Tony Way) (18 épisodes)
- depuis 2019 : The Chosen : Shmuel (Shaan Sharma)
- 2020 : Medical Police : Blake Downs (Rob Corddry)
- 2020 : L'Essor de l'Empire Ottoman : l'empereur Constantin XI (Tommaso Basili) (mini-série)
- 2020 : White Lines : Duarte « Boxer » Silva (Nuno Lopes)
- 2020 : The Ranch : Koosh (Assaf Cohen (en)) (saison 4, épisode 18)
- 2020 : Teenage Bounty Hunters : le coach Esposito (Anthony Michael Frederick)
- 2020 : Le Nouveau Muppet Show (en) : Beaker (David Rudman (en)) (voix), Bubba le rat (Bill Barretta) (voix) et l'oncle Deadly (Matt Vogel) (voix)
- 2020 : Filthy Rich : le révérend Paul Luke Thomas (Aaron Lazar (en))
- 2020 : Sweet Home : Han Du-sik (Kim Sang-ho (en)) (saison 1)
- 2020 : Tales from the Loop : George (Paul Schneider)
- 2020-2021 : Journal d'une future présidente : Sam Faber (Michael Weaver) (20 épisodes)
- 2020-2022 : Warrior Nun : Adriel (William Miller (en)) (11 épisodes)
- 2020-2022 : Barbares : Talio (Florian Schmidtke (de))
- 2021 : Chabracadabra (en) : Neil Ward (Michael Teigen)
- 2021-2022 : Kevin Can F**k Himself (en) : Neil O'Connor (Alex Bonifer) (16 épisodes)
- depuis 2021 : The Chi : Marcus St. John (Joel Steingold) (2e voix, depuis la saison 4)
- 2022 : Ola cherche sa voie : Hisham (Hany Adel (en))
- 2022 : Moon Knight : Selim / Osiris (Khalid Abdalla) (mini-série)
- 2022 : Les Héritiers de la terre : le roi Martin Ier d'Aragon (Manuel Gancedo) (épisodes 4 et 5)
- 2022 : Bang Bang Baby : Mago Carmelo (Massimo De Lorenzo (it)) (4 épisodes)
- 2022 : Slow Horses : Kenny Muldoon (Colin Mace) (saison 2, épisode 2)
- 2022 : The Offer : Joseph Colombo (Giovanni Ribisi) (mini-série)
- 2022-2023 : The Gilded Age : Stanford White (John Sanders) (saison 1) et le duc de Buckingham (Ben Lamb) (saison 2)
- depuis 2022 : Fraggle Rock : L'Aventure continue (en) : Pa Gorg (Andy Hayward) (voix)
- 2023 : Tous les jours la même nuit : Pedro Leal (Thelmo Fernandes (pt)) (mini-série)
- 2023 : Will Trent : Paul Campano (Mark-Paul Gosselaar) (4 épisodes)
- 2023 : Fubar : The Great Dane (Adam Pally) (saison 1, épisodes 4 et 5)
- 2023 : The Bear : Theodore Fak (Ricky Staffieri) (saison 2)
- 2023 : Faux-semblants : Joseph (Jeremy Shamos) (mini-série)
- 2023 : Chère Petite (de) : Dr Benedict Hamstedt (Özgür Karadeniz (de)) (mini-série)
- 2023 : Le Griffon : ? (?) (mini-série)
- 2023 : The Changeling (en) : William Wheeler (Samuel T. Herring)
- 2023 : Les Rois de Bombay (en) : Anna Rajan Mudaliar (Dinesh Prabhakar (en))
- 2023 : Feedback (pl) : Marcin Kania (Arkadiusz Jakubik)
- 2023 : The Lazarus Project : Dr Samson (Sam Troughton) (saison 2)
- 2023 : The Chef, la série : Andy Jones (Stephen Graham) (mini-série)
- depuis 2023 : Percy Jackson et les Olympiens : Dionysos / M. D (Jason Mantzoukas)
- depuis 2023 : Poker Face : Cliff LeGrand (Benjamin Bratt)
- 2024 : Avatar, le dernier maître de l'air : Bato (Trevor Carroll)
- 2024 : Les Aventures imaginaires de Dick Turpin : Moose Pleck (Marc Wootton (en))
- 2024 : Las Azules : Octavio Romandía (Miguel Rodarte)
- 2024 : La Palma : Haukur (Ólafur Darri Ólafsson) (mini-série)
- depuis 2024 : High Potential : Ludo Radovic (Taran Killam (en))
- 2025 : The Pitt : Doug Driscoll (Drew Powell)
- 2025 : La Maison de David : Doeg (Ashraf Barhom)
- 2025 : El jardinero : Orson (Esteban Roel) (mini-série)
- 2025 : Le Crime à la Racine : Per Skogqvist (Mattias Nordkvist (sv)) (mini-série)

#### Séries d'animation
(octobre 2023).
- Batman : Basil Karlo/Clayface (saison 4, épisode 3), John Marlowe et l'Homme Exponentiel (saison 4, épisode 4)
- Batman : L'Alliance des héros : le Joker / Red Hood, Phantom Stranger, Mr Mxyztplk, Joker-Mite et Brainiac
- Black Jack : Black Jack
- Captain Biceps : Captain Biceps
- Cars Toon : Martin (épisode Air Martin)
- La Garde du Roi lion : Janja
- La Ligue des justiciers : Nouvelle Génération : le Joker[n 34] (1re voix - saison 1, épisode 14)
- La Ligue des justiciers : Action : Le Joker, Mr Mxyztplk
- Le Manège enchanté : Zébulon
- Le Petit Nicolas : M. Dubon dit le Bouillon
- Team Galaxy : deux clowns (saison 1, épisodes 24 et 25)
- 2001 : La Légende de Tarzan : Gobu
- 2011-2016 : Kung Fu Panda : L'Incroyable Légende : Maître Mante
- depuis 2012 : Les Simpson : Seymour Skinner, Charles Montgomery Burns, Krusty, Clancy Wiggum, Julius Hibbert, Nick Riviera, Kent Brockman, Joe Quimby, Tahiti Mel, Tahiti Bob et Gros Tony (en remplacement de Gérard Rinaldi[n 35]), Bender, Docteur Zoidberg, Morbo, et Scruffy (épisode Simpsorama)
- 2013 : Star Wars: The Clone Wars : Russo-ISC
- 2014 : Turbo FAST : Rockwell
- 2016-2018 : Skylanders Academy : Chompy Mage / Pop Fizz
- 2017 : Raiponce, la série : l'amoureux / Ludvig
- 2017-2022 : Ernest et Célestine, la collection : Ernest, Jean Lou et Jean Mich et voix additionnelles
- 2018 : Final Space : Avocato (1re voix, saison 1)
- 2018-2021 : La Bande à Picsou : le shérif Marshall Cabrera (saison 2, épisode 9), Bec d'Acier et Taurus Bulba
- 2019 : Love, Death & Robots : Thom (saison 1, épisode 7)
- 2019 : Scooby-Doo et Compagnie : le Joker[n 36](épisode Quelle nuit pour la chauve-souris !)
- 2019[n 37] : Demon Slayer: Kimetsu no Yaiba : la 8e lune et voix additionnelles
- 2019-2021 : Power Players : Madcap
- 2019-2021 : Bless the Harts (en) : Wayne Edwards
- 2019-2022 : Taffy : Bentley
- depuis 2020 : Solar Opposites : Korvo[n 38]
- 2021 : Yasuke : Mitsuhide, « le docteur » Morisuke et voix additionnelles
- 2021 : Le Monde Merveilleux de Mickey : voix additionnelles
- 2021 : Chicago Party Aunt (en) : Seth Rogen (saison 1, épisode 6)
- depuis 2021 : Les Schtroumpfs : le Schtroumpf Bricoleur
- depuis 2021 : Monstres et Cie : Au travail : Jacques « Sulli » Sullivan[n 18]
- depuis 2021 : Idéfix et les Irréductibles : le général Labienus, Padgachix et voix additionnelles (création de voix)
- depuis 2021 : Invincible : Allen l'Alien[n 9]
- 2022 : Bretzel et les bébés chiens : voix additionnelles (création de voix)
- 2022 : Le Petit Nicolas : Tous en vacances : le papa de Nicolas et le maître-nageur
- depuis 2022 : La Légende de Vox Machina : Grog
- 2023 : Mulligan (en) : Axatrax
- 2023 : SuperChatons : Sam et Earington
- 2023 : Kiff : Martin et Vagabond
- 2023 : Strange Planet (en) : l'agent artistique
- 2023 : Gustave : le Père Noël et divers personnages (création de voix)
- 2023 : SamSam : Barbaféroce et Papibouh (création de voix, saison 3)
- 2023 : What If...? : Howard Stark[n 39] (saison 2, épisode 2)
- 2023 : Les Plus Belles Histoires de Quentin Blake : Papa, Grand-père, Harris, le comte, le cordonnier, Sir Lavadrouille, Chevalier vert, le quatrième voleur et Gérard
- 2023 : Tobie Lolness : ? (création de voix)
- 2024 : Wakfu : Rasha, Luis (2e voix, saison 4), Ruel Stroud (2e voix, saison 4) et le roi de Bonta (création de voix)
- 2024 : Garōden : La Voie du loup solitaire : Jūzō Fujimaki
- 2024 : Exploding Kittens (en) : Chadieu et Marv Higgins
- 2024 : Goldorak U (it) : Minos
- 2024 : Tokyo Override : Hugo
- 2025 : Gagné ou Perdu (en) : le coach Dan[n 40] (mini-série)
- 2025 : Astérix et Obélix : Le Combat des chefs : le narrateur, le gaulois Netlix et voix additionnelles (création de voix)

### Jeux vidéo
- 2000 : Tomb Raider : Sur les traces de Lara Croft : Zip
- 2001 : SSX Tricky : Jean-Paul « JP » Arsenault
- 2001 : Jak and Daxter: The Precursor Legacy : Daxter et Willard
- 2002 : Warcraft III : Illidan Hurlorage
- 2002 : Shinobi : Hotsuma
- 2003 : Jak II : Hors-la-loi : Daxter, Oracle, Agent
- 2004 : Tom Clancy's Splinter Cell: Pandora Tomorrow : voix additionnelles
- 2004 : Far Cry : Jack Carver
- 2004 : Jak 3 : Daxter, Oracle, Wasterlander
- 2005 : Tom Clancy's Splinter Cell: Chaos Theory : voix additionnelles
- 2005 : Dungeon Siege 2 : Drevin
- 2005 : Far Cry Instincts : Jack Carver
- 2005 : Jak X : Daxter (1ère voix)
- 2005 : Brothers in Arms: Road to Hill 30 : sergent-chef « Mac » Hassay
- 2005 : Les Quatre Fantastiques : Reed Richards / Mr Fantastic
- 2005 : Brothers in Arms: Earned in Blood : sergent-chef « Mac » Hassay
- 2005 : Bob l'éponge et ses amis : Un pour tous, tous pour un ! : Vlad Plasmius
- 2005 : Star Wars: Knights of the Old Republic 2 - The Sith Lords : Mical & Azkull
- 2006 : Daxter : Daxter
- 2006 : Psychonauts : Crispin Whytehead / Matador / Dingo Inflagrante / Charpentier
- 2006 : Le Parrain : Paulie Gato / Bruno Tattaglia
- 2006 : Star Wars: Empire at War : pilote de walker
- 2006 : Tomb Raider: Legend : James Rutland Jr.
- 2007 : Assassin's Creed : Desmond Miles
- 2007 : Uncharted: Drake's Fortune : Atoq Navarro
- 2007 : Ratatouille : voix additionnelles
- 2008 : Dark Sector : Hayden Tenno
- 2008 : Star Wars : le Pouvoir de la force : Stormtrooper
- 2008 : Brothers in Arms: Hell's Highway : sergent-chef « Mac » Hassay
- 2008 : Lost : Les Disparus, le jeu vidéo : Jack Shephard
- 2009 : Batman: Arkham Asylum : Zach Franklin, Ian Kennedy et des sbires du Joker
- 2009 : Dragon Age: Origins : Bann Teagan et voix additionnelles
- 2009 : Risen : Sam
- 2009 : Assassin's Creed II : voix additionnelles
- 2010 : Tom Clancy's Splinter Cell: Conviction : voix additionnelles
- 2010 : Call of Duty: Black Ops : Alex Mason
- 2010 : Heavy Rain : Ash
- 2010 : Mafia II : Vito Scaletta
- 2010 : Mass Effect 2 : Légion
- 2010 : Skate 3 : Cuz
- 2011 : Batman: Arkham City : Azrael et Black Mask
- 2011 : PlayStation Move Heroes : Daxter
- 2011 : Dead Space 2 : Isaac Clarke
- 2011 : Dragon Age 2 : Saemus
- 2012 : Call of Duty: Black Ops II : Alex Mason
- 2012 : PlayStation All-Stars Battle Royale : Daxter
- 2012 : Diablo III : le chasseur de démons
- 2012 : Mass Effect 3 : Légion
- 2012 : Tom Clancy's Ghost Recon: Future Soldier : Kirk Graham
- 2012 : Le Testament de Sherlock Holmes : Sherlock Holmes
- 2012 : Madagascar 3 : Bons baisers d'Europe : Commandant
- 2013 : Batman: Arkham Origins : Black Mask
- 2013 : Disney Infinity : Buzz et Sully
- 2013 : Game & Wario : le capitaine Wario
- 2013 : Les Chevaliers de Baphomet : La Malédiction du serpent : le serveur
- 2014 : Disney Infinity: Marvel Super Heroes : Drax
- 2014 : Thief : Garrett
- 2014 : Skylanders: Trap Team : Wildfire
- 2015 : Batman: Arkham Knight : Azrael et Joker (voix chantée) et Black Mask (DLC : Red Hood)
- 2015 : Wolfenstein: The Old Blood : voix additionnelles
- 2015 : Need For Speed : Vaughn Gittin Jr.
- 2015 : Lego Dimensions : Scooby-Doo, Krusty le clown, l'épouvantail d'Oz
- 2015 : Lego Jurassic World : Nick Van Owen
- 2016 : Tom Clancy's The Division : voix additionnelles
- 2016 : Mafia III : Vito Scaletta
- 2016 : Uncharted 4: A Thief's End : Atoq Navarro (multijoueur uniquement)
- 2016 : Skylanders: Imaginators : Chompy Mage
- 2016 : Overwatch : Dr Harold Winston (courts métrages d'animation)
- 2017 : Call of Duty: WWII : Aiello
- 2017 : Need for Speed: Payback : Marcus Weir
- 2018 : Marvel's Spider-Man : Taskmaster
- 2018 : Lego DC Super-Villains : voix additionnelles
- 2019 : Death Stranding : Nick Easton
- 2019 : Star Wars Jedi: Fallen Order : Jaro Tapal
- 2020 : Mafia: Definitive Edition : Vittorio « Vito » Scaletta
- 2020 : Call of Duty: Black Ops Cold War : Alex Mason
- 2020 : Watch Dogs: Legion : Nigel Cass
- 2020 : Assassin's Creed Valhalla : Styrbjorn jeune
- 2021 : Final Fantasy VII Remake : Épisode Yuffie : Weiss
- 2021 : Ratchet and Clank: Rift Apart : le capitaine Quantum
- 2021 : Far Cry 6 : voix additionnelles
- 2021 : Halo Infinite : Fernando « le Pilote Echo 216 » Esparza
- 2022 : Lost Ark : Balthor
- 2022 : Lego Star Wars : La Saga Skywalker : Yoda, Han Solo (âgé) et Slowen Lo
- 2023 : Tintin Reporter : Les Cigares du pharaon : Oliveira da Figueira, le capitaine aviateur d'Abudin et voix additionnelles
- 2023 : Les Schtroumpfs 2 : Le Prisonnier de la Pierre verte : Schtroumpf bricoleur
- 2023 : Astérix et Obélix : Baffez-les tous ! 2 : Cornedurus, Lentix et le tavernier
- 2024 : Skull and Bones : ?
- 2024 : Rise of the Rōnin : le narrateur
- 2024 : Batman: Arkham Shadow (en) : Strange et Yamashiro
- 2025 : L'Amerzone : Le Testament de l'explorateur : Guilherme Pereira et le garde agressif

### Web-série
- 2020 : La Petite Mort, saison 3 : le psy

### Attractions
- 2019 : Attention Menhir au Parc Astérix : le centurion Peupaplus

### Direction artistique

#### Série d'animation
- 2023 : Onimusha (en) (avec Christophe Lemoine)

## Voix-off

### Publicités
- 2001 : BMW Série 3
- 2002 : Kinky (CD album du groupe Kinky)
- 2002 : GMF
- 2004 : Matrix Revolution (DVD)

### Bande-annonces
- Ong Bak
- Lethal Heroes 2
- Basket Case
- Retour à Zombieland

### Émissions
- Seth Rogen dans : 
  - Trois repas autour du monde (2019)
  - The Chef Show Working (2019)

### Livres audio
- Personne ne meurt à Longyearbyen, Morgan Audic (2023)